# جينو ستون
جينو ستون (من مواليد 19 أبريل 1999) لاعب كرة قدم أمريكية محترف في مركز الأمان مع فريق سينسيناتي بنغلس في الدوري الوطني لكرة القدم الأمريكية (NFL). لعب كرة القدم الجامعية مع فريق آيوا هوكيز، واختاره فريق بالتيمور رايفنز في الجولة السابعة من مسودة دوري كرة القدم الأمريكية لعام 2020.

## بداياته
نشأ ستون في مدينة نيو كاسل، بنسلفانيا، ودرس في مدرسة نيو كاسل الإعداديةوالثانوية، حيث لعب في مركز مستقبل واسع، ولاعب وسط، وظهير دفاعي في فريق كرة القدم، وكان أيضًا عضوًا في فريقي كرة السلة وألعاب القوى. تم اختياره ضمن الفريق الأول في الولاية كطالب في السنة الأخيرة بعد تسجيله 97 تدخلًا، منها 13 تدخلًا للخسارة، وثلاثة أكياس، و10 اعتراضات. ستون، وهو لاعب مجند ذو نجمتين، التزم في البداية بلعب كرة القدم الجامعية في جامعة ولاية كينت بعد عروض من بول ستيت، وبافالو، وديلاوير، وميامي (أوهايو)، من بين جامعات أخرى، لكنه تراجع عن التزامه تجاه أيوا بعد تلقيه عرضًا متأخرًا من المدرسة.

## المسيرة الجامعية
لعب ستون في جميع مباريات أيوا الـ 13 كطالب جديد حقيقي، وظهر في الغالب في فرق خاصة وأنهى الموسم بـ 17 تدخلًا واعتراض واحد. أصبح لاعبًا أساسيًا خلال عامه الثاني، مسجلاً 39 تدخلًا مع تعثر قسري، وثلاث تمريرات مكسورة وأربع اعتراضات، عاد أحدها للهبوط وتم تسميته بذكر مشرف في مؤتمر Big Ten. كطالب في السنة الثالثة، سجل ستون 70 تدخلًا، وثلاثة تدخلات للخسارة، وكيس واحد، وأربع تمريرات مكسورة، وثلاثة قوى تعثر، واعتراض واحد، واستعادة تعثر واحد وتم تسميته بالفريق الثاني All-Big Ten. بعد نهاية الموسم، أعلن ستون دخول مشروع NFL لعام 2020، متنازلًا عن عامه الأخير من أهلية NCAA.

## المسيرة المهنية
صنف محلل اتحاد كرة القدم الأميركي مات ميلر من بليتشر ريبورت ستون باعتباره أفضل لاعب أمان محتمل في المركز الثاني عشر في المسودة. وتوقع محللو مسودة اتحاد كرة القدم الأميركي أن يتم اختياره في وقت مبكر من الجولة الثالثة أو في وقت متأخر من الجولة الخامسة.

### بالتيمور رافينز (الفترة الأولى)
اختار فريق بالتيمور رافينز ستون في الجولة السابعة (219 إجمالاً) من مسودة اتحاد كرة القدم الأميركي لعام 2020. وكان اللاعب التاسع عشر الذي تم اختياره.
في 7 مايو 2020، وقع فريق بالتيمور رافينز مع ستون عقدًا مدته أربع سنوات بقيمة 3.40 مليون دولار، بما في ذلك مكافأة توقيع أولية قدرها 107155 دولارًا.
خلال معسكر التدريب، تنافس ستون على دور لاعب أمان احتياطي ضد أنتوني ليفين وجوردان ريتشاردز. اختاره المدرب جون هاربو لاعب أمان احتياطيًا حرًا لبدء الموسم، خلف لاعبي الأمان الأساسيين ديشون إليوت وتشاك كلارك.
في 8 أكتوبر 2020، تنازل فريق بالتيمور رافينز عن ستون وأعاد التوقيع مع فريق التدريب بعد يومين. في 8 نوفمبر 2020، ظهر ستون لأول مرة في الموسم العادي الاحترافي خلال فوز 24-10 على فريق إنديانابوليس كولتس. في 17 نوفمبر 2020، تمت ترقيته إلى القائمة النشطة. في 2 ديسمبر 2020، وضع فريق بالتيمور رافينز ستون على قائمة الاحتياط/ كوفيد-19 وتم تفعيله في 21 ديسمبر. في 28 ديسمبر 2020، تنازل فريق بالتيمور رافينز عن ستون مرة أخرى.

### هيوستن تكساس
في 29 ديسمبر 2020، أعلن فريق هيوستن تكسانز عن تنازله عن ستون. ظهر فقط في مباراتين لفريق بالتيمور رافينز خلال موسمه الأول في عام 2020 وكان يقتصر فقط على الفرق الخاصة.

### بالتيمور رافينز (الفترة الثانية)

#### 2021
في 23 مارس 2021، وقّع فريق بالتيمور رافينز عقدًا لمدة عام واحد بقيمة 780 ألف دولار مع ستون بعد أن لم يقدم له فريق تكساس عرضًا تأهيليًا. خلال معسكر التدريب، تنافس على مكان في القائمة كلاعب أمان احتياطي ضد أنتوني ليفين وتوني جيفيرسون وبراندون ستيفنز وأرداريوس واشنطن. عيّن المدرب الرئيسي جون هاربو ستون كلاعب أمان احتياطي لبدء الموسم، وتم إدراجه في المركز الخامس في مخطط العمق خلف ديشون إليوت وتشاك كلارك وأنتوني ليفين وبراندون ستيفنز.
في 19 سبتمبر 2021، قام ستون بأول تدخل في مسيرته خلال فوز 36-35 على كانساس سيتي تشيفز. ونظرًا للإصابات العديدة التي لحقت بدفاع فريق رافينز، زاد وقت لعب ستون مع تقدم الموسم. في 19 ديسمبر 2021، حصل ستون على أول بداية في مسيرته وقام بأعلى عدد من التدخلات المجمعة في الموسم (ثلاثة منفردة) خلال خسارة 30-31 أمام فريق جرين باي باكرز. في 9 يناير 2022، سجل تدخلين منفردين، وانحراف تمريرة، وقام بأول اعتراض في مسيرته من تمريرة ألقاها بن روثليسبيرجر إلى مستقبل واسع راي راي ماكلاود حيث خسر فريق رافينز 13-16 في الوقت الإضافي أمام بيتسبرغ ستيلرز. أنهى موسم 2021 في دوري كرة القدم الأمريكية برصيد 21 تدخلًا مجمعًا (15 منفردًا)، وانحراف تمريرة واحدة، واعتراض واحد في 15 مباراة وبداية واحدة.

#### 2022
في 9 مارس 2022، قدم فريق بالتيمور رافينز عرضًا حصريًا للوكيل الحر على ستون لعقد مدته عام واحد بقيمة 895000 دولار. أجرى منسق الدفاع دون مارتينديل مسابقة لتسمية لاعبي الأمان الأساسيين خلال معسكر التدريب بعد رحيل ديشون إليوت وأنتوني ليفين وانتقال براندون ستيفنز وأرداريوس واشنطن من الأمان إلى الظهير. تنافس ضد توني جيفرسون وتشاك كلارك وماركوس ويليامز واختيار الجولة الأولى المبتدئ لعام 2022 كايل هاميلتون. أطلق المدرب الرئيسي جون هاربو على ستون لقب ثالث لاعب أمان قوي في مخطط العمق لبدء الموسم، خلف البادئ تشاك كلارك والاحتياطي الأساسي توني جيفرسون. تم تسمية ماركوس ويليامز لاعب الأمان الحر الأساسي مع كايل هاميلتون كبديل له.
في الأسبوع الخامس، خلع ماركوس ويليامز، لاعب الأمان الحر الأساسي، معصمه خلال فوز 19-17 على سينسيناتي بنغالز. عيّن المدرب الرئيسي جون هاربو ستون كلاعب أمان حر أساسي قبل الأسبوع السادس. في 28 أكتوبر 2022، جمع ستون ثمانية تدخلات فردية، وهو أعلى رقم له هذا الموسم، حيث هزم فريق رافينز فريق كليفلاند براونز بنتيجة 23-20. في الأسبوع الرابع عشر، تم تخفيض رتبة ستون إلى لاعب أمان احتياطي بعد عودة ماركوس ويليامز من الإصابة ليستعيد دوره الأساسي. أنهى موسم 2022 في دوري كرة القدم الأمريكية بإجمالي 38 تدخلًا (34 منفردًا)، وتمريرة واحدة دافع عنها، وكرة إجبارية واحدة، والتي استعادها.

#### 2023
في 17 مارس 2023، وقّع فريق بالتيمور رايفنز عقدًا لمدة عام واحد بقيمة 1.76 مليون دولار أمريكي، يتضمن مكافأة توقيع أولية قدرها 750 ألف دولار أمريكي. انضم ستون إلى معسكر التدريب كلاعب أمان احتياطي، وتنافس على مكان في التشكيلة الأساسية ضد داريل وورلي وجاكوان آموس. اختار المدرب جون هاربو ستون كلاعب أمان احتياطي أساسي لبدء الموسم، خلف اللاعبين الأساسيين كايل هاميلتون وماركوس ويليامز.
في المباراة الافتتاحية لفريق بالتيمور رافينز على أرضه ضد فريق هيوستن تكسانز، عانى ماركوس ويليامز، لاعب الأمان الحر الأساسي، من تمزق في الصدر. عين المدرب جون هاربو لاحقًا ستون بديلاً له في مركز الأمان الحر الأساسي. في 17 سبتمبر 2023، بدأ أول مباراة له في الموسم وحقق أعلى معدل تدخلات مجتمعة في الموسم (سبعة منفردة)، وانحراف تمريرة، واعترض تمريرة ألقاها جو بورو إلى مستقبل واسع تي هيغينز خلال فوز 27-24 على فريق سينسيناتي بنغلس. في 15 أكتوبر 2023، حقق ثلاثة تدخلات مجتمعة (واحدة منفردة)، وانحراف تمريرة واحدة، واعترض تمريرة من ريان تانهيل خلال فوز 24-16 على فريق تينيسي تيتانز. في الأسبوع التالي، حقق ثلاثة تدخلات منفردة، وانحراف تمريرة واحدة، واعترض تمريرة من جاريد جوف حيث هزم فريق رافينز فريق ديترويت ليونز 38-6. في الأسبوع الثامن، سجل أربعة تدخلات مشتركة (ثلاثة منفردة)، وانحراف تمريرة، واعترض تمريرة من جوشوا دوبس خلال فوز 31-24 على أريزونا كاردينالز. في 5 نوفمبر 2023، سجل ستون تدخلًا منفردًا واحدًا، وانحرافين للتمرير وهو أعلى مستوى في الموسم، وخاض مباراته الرابعة على التوالي مع اعتراض على تمريرة ألقاها جينو سميث إلى مستقبل واسع تايلر لوكيت حيث هزم فريق رافينز فريق سياتل سي هوكس 37-3. في الأسبوع 17، أنتج ثمانية تدخلات مشتركة (ستة منفردة)، وانحراف تمريرة واحد، وحقق أعلى مستوى في مسيرته مع اعتراضه السابع لهذا الموسم على تمريرة من توا تاجوفيلوا حيث هزموا فريق ميامي دولفينز 56-19. أنهى موسم 2023 في دوري كرة القدم الأمريكية بإجمالي 68 تدخلًا مشتركًا (44 منفردًا)، وتسعة انحرافات للتمرير، وأعلى مستوى في مسيرته سبع اعتراضات في 16 مباراة و11 بداية. كان لديه ثاني أكبر عدد من الاعتراضات في عام 2023، بعد لاعب الزاوية الدفاعية لفريق دالاس كاوبويز دا رون بلاند.

### سينسيناتي بنغالز

#### 2024
في 11 مارس 2024، وقّع فريق سينسيناتي بنغالز عقدًا لمدة عامين بقيمة 14 مليون دولار مع ستون، يتضمن 6 ملايين دولار مضمونة عند التوقيع ومكافأة توقيع أولية قدرها 3 ملايين دولار. دخل معسكر التدريب كلاعب أمان أساسي فعلي. عيّن المدرب الرئيسي زاك تايلور ستون وفون بيل كلاعبي أمان أساسيين لبدء موسم دوري كرة القدم الأمريكية لعام 2024.
في الأسبوع الحادي عشر، حقق أعلى معدل تدخلات موسميًا بتسعة تدخلات مجتمعة (سبعة منها منفردة) واستعاد الكرة المفقودة في خسارة فريق بنغلس 27-34 أمام فريق لوس أنجلوس تشارجرز. في 9 ديسمبر 2024، قام ستون بخمسة تدخلات مجتمعة (ثلاثة منفردة)، وحرف تمريرة، واعترض تمريرة من كوبر راش إلى سي دي لامب خلال فوز 27-20 على فريق دالاس كاوبويز. في 15 ديسمبر 2024، قام ستون بخمسة تدخلات مجتمعة (واحدة منفردة)، وحرف تمريرة، واعترض تمريرة من ويل ليفيس إلى الطرف الضيق تشيغوزيم أوكونكو وأعادها 39 ياردة مسجلاً أول هبوط في مسيرته في فوز 37-27 على فريق تينيسي تايتنز. في 22 ديسمبر 2024، قام ستون بتدخل فردي واحد، وأعلى عدد من انحرافات التمريرات هذا الموسم، وحقق مباراته الثالثة على التوالي باعتراض بعد اعتراض تمريرة من دوريان طومسون روبنسون، حيث سحق فريق بنغلس فريق كليفلاند براونز بنتيجة 24-6. بدأ ستون 17 مباراة خلال موسم 2024 في دوري كرة القدم الأمريكية، وأنهى الموسم بـ 81 تدخلًا مشتركًا (47 منفردًا)، وستة انحرافات للتمريرات، وأربعة اعتراضات، وهبوط واحد. حصل على تقييم إجمالي 53.1 من Pro Football Focus.

## روابط خارجية
- جينو_ستون على موقع مرجع كرة القدم المحترفة.كوم (الإنجليزية)